# Uranotaenia balfouri
Uranotaenia balfouri är en tvåvingeart som beskrevs av Theobald 1904. Uranotaenia balfouri ingår i släktet Uranotaenia och familjen stickmyggor. Inga underarter finns listade i Catalogue of Life.